# ديفيد تريمبل
ديفيد تريمبل هو محامي وسياسي أمريكي، ولد في 1 يونيو 1782 في مقاطعة فريدريك في الولايات المتحدة، وتوفي في 20 أكتوبر 1842 في مقاطعة غرينوب في الولايات المتحدة. انتخب عضو مجلس النواب الأمريكي ‏.